# Shūhei Terada
Shūhei Terada (jap. 寺田 周平, Terada Shūhei; * 23. Juni 1975 in Yokosuka, Präfektur Kanagawa) ist ein ehemaliger japanischer Fußballspieler, der anschließend als Fußballtrainer arbeitete.

## Karriere
2008 debütierte Shūhei Terada für die japanische Fußballnationalmannschaft. Er absolvierte insgesamt sechs Länderspiele für Japan in den Jahren 2008 und 2009. Er schießt mit dem rechten Fuß und spielte vorwiegend als rechts außen Verteidiger. In der Saison 1998/99 gehörte er dem Fußballclub seiner Universität, dem Tokai Kumamoto Fußballverein, an, den er für die folgende Saison verließ, um für Kawasaki Frontale zu kicken. Für seinen Verein schoss er in den Jahren 1999 bis 2010 insgesamt acht Tore. Im Jahr 2004 nahm er an den meisten Spielen innerhalb seiner Karriere teil, nämlich an 33. In diesem Jahr bekam er die Einschätzung des Spielers ersten Rangs, den er bereits an seinem Start in diesem Verein 1999 erreichte. In den Jahren 2006, 2008 und 2009 erlangte er den zweiten Rang innerhalb seiner Mannschaft. 2011 beendete er seine Karriere als aktiver Spieler.
Nach seiner aktiven Laufbahn übernahm er das Trainieren japanischer Fußballmannschaften. 2013 wurde er bei den Kawasaki Frontale Cheftrainer der Eliteklasse und U-15 Assistenztrainer. Von 2014 bis 2015 trainierte er vollverantwortlich die U-15 Mannschaft und übernahm von 2018 bis 2019 die U-18 Mannschaft. Seine letzte Phase als Trainer der Kawasaki Frontale war von 2020 bis 2023. Anschließend wechselte er zu den Fukushima United FC als Manager (Stand 2025).